# لارس بريجمان
لارس بريجمان (بالدنماركية: Lars Brygmann)‏ هو ممثل دانمركي، ولد في 17 فبراير 1957 بالدنمارك.

## أعمال

### أفلام
- (2005) لعبة الملك
- (2018) كورسك

## وصلات خارجية
- لارس بريجمان على موقع IMDb (الإنجليزية)
- لارس بريجمان على موقع ألو سيني (الفرنسية)
- لارس بريجمان على موقع ميوزك برينز (الإنجليزية)
- لارس بريجمان على موقع أول موفي (الإنجليزية)
- لارس بريجمان على موقع قاعدة بيانات الأفلام السويدية (السويدية)
- لارس بريجمان على موقع ديسكوغز (الإنجليزية)
- لارس بريجمان على موقع قاعدة بيانات الفيلم (الإنجليزية)
- لارس بريجمان على موقع كينوبويسك (الروسية)